# Ânimo
Ânimo é um estado emocional de duração relativamente longa. O estado de ânimo difere-se de simples emoções por serem menos específicos, menos intensos e menos prováveis de serem provocados por um estímulo ou evento em particular.
O ânimo geralmente tem valência positiva ou negativa. Em outras palavras, pessoas tipicamente citam estarem animadas ou desanimadas. Ao contrário de sentimentos profundos e emotivos como medo ou surpresa, o estado de ânimo pode durar por horas ou dias.